# 존 키즈밀러

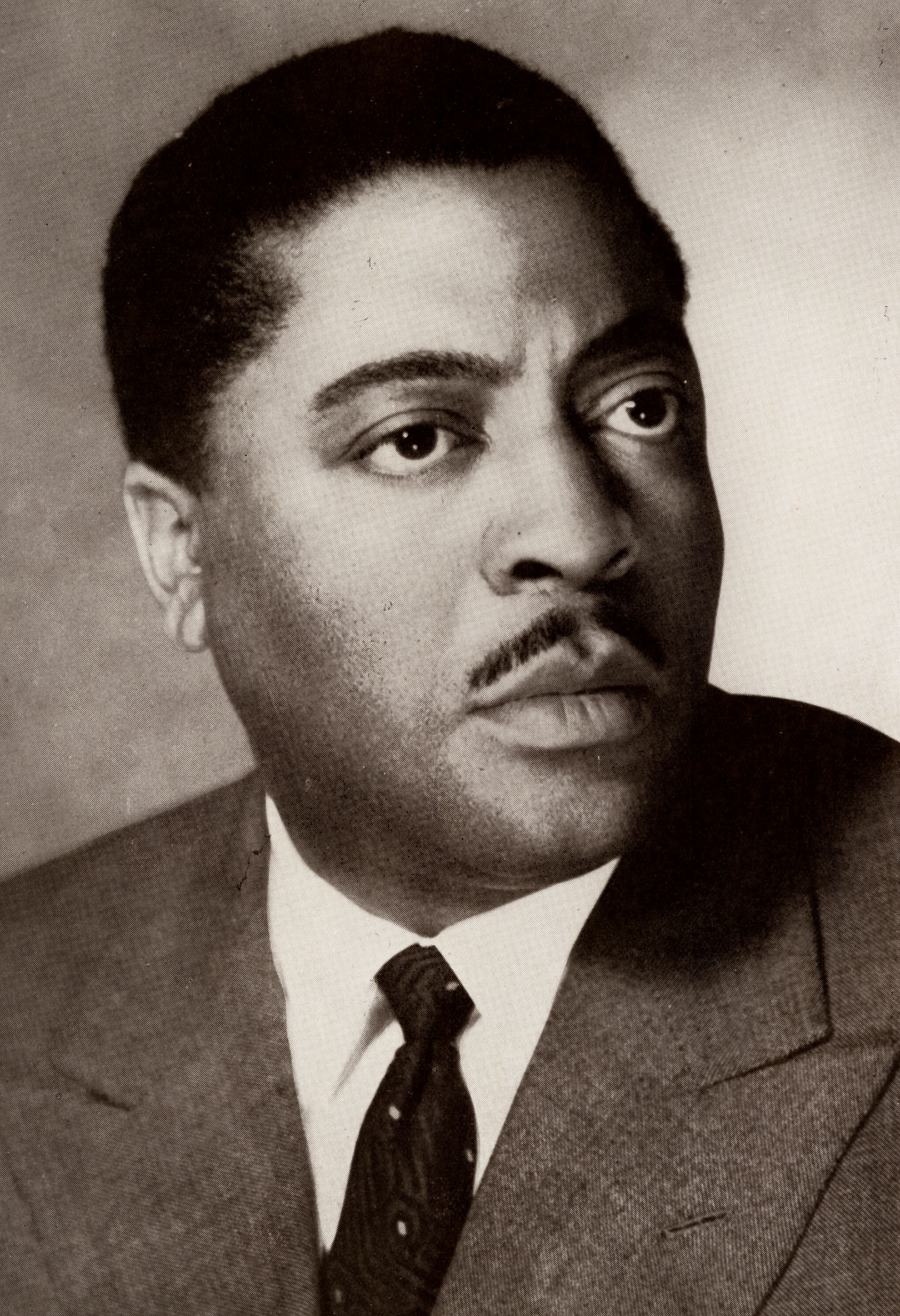

존 키츠밀러 (John Kitzmiller, 1913년 12월 4일 ~ 1965년 2월 23일)는 미국의 배우로, 고국 외에도 영국과 이탈리아 등 유럽의 영화들에도 얼굴을 비추었다.
배틀크리크 (미시건 주)에서 태어났으며, 이탈리아 로마에서 사망하였다. 사인은 간경변이다.

## 영화
- 007 살인번호 (1962년) - 쿼럴 역
- 이방인의 땅 (1954년)
- 금색 강변 (1954년)
- 사랑의 눈물 (1954년)
- 외인부대 (1953년)
- 한밤중의 늑대사냥 (1952년)
- 칼의 가장자리 (1952년)
- 레이스의 대학살 (1952년)
- 라이츠 오브 버라이어티 (1950년)
- 운명의 힘 (1950년)
- 펠리니의 청춘군상 (1950년)
- 너를 찾아서 (1949년)
- 산타 키아라의 수도원 (1949년)
- 위드아웃 피티 (1948년)
- 톰볼로, 검은 낙원 (1947년)
- 투 리브 인 피스 (1947년)
- 전화의 저편 (1946년)